# Batman: Shadow of the Bat
Batman: Shadow of the Bat (Batman: L'Ombre de la Chauve-Souris en français) est une bande dessinée américaine mettant en vedette Batman et publiée par DC Comics. La série a duré 96 numéros, de 1992 à 2000. Les histoires se déroulent dans la continuité des autres récits de Batman, aux côtés de Detective Comics et Batman. Batman: Shadow of the Bat se focalise sur le psychisme des différents personnages des comics de Batman.

## Historique de la publication
Batman: Shadow of the Bat a commencé avec l'arc narratif en quatre parties, Batman: The Last Arkham, qui a également vu l'introduction de plusieurs nouveaux personnages, tels que Jeremiah Arkham et Victor Zsasz. Les no 73 et no 74 font partie de l'histoire Batman: Cataclysme, qui fut proposée aux votes pour le titre "Histoire Préférée" de Comics Buyer's Guide en 1999. Les no 83 à no 94 font partie du scénario de No man's Land qui a remporté le titre "Histoire Préférée" de Comics Buyer's Guide Fan Award en 2000. Le no 80 a été le cadre d'un folioscope (flip-book) spécial avec Azrael no 47, où les deux numéros faisaient partie du même livre. Ces deux numéros spéciaux ont été les premiers de leur genre.
Le numéro no 1 000 000 fait partie de l'histoire DC One Million, qui fut également proposée aux votes pour le titre "Histoire Préférée" de Comics Buyer's Guide en 1999. Une cinquantaine de numéros de la série mensuelle de 1996 ont été le cadre de divers crossovers avec d'autres titres. La majorité des numéros ont été écrits par l'écrivain Alan Grant, notable pour son travail sur Batman dans les années 1990. Batman: Shadow of the Bat fut annulée à la fin de "No Man's Land" et a été immédiatement remplacée par Batman: Gotham Knights.

## Éditions reliées

### Éditions américaines
- Batman: The Last Arkham, Octobre 1995 : contient Batman: Shadow of the Bat no 1-4
- Tales of the Batman: Tim Sale, Janvier 2009 : contient Batman: Shadow of the Bat no 7-9
- Batman: Knightfall, Part Two: Who Rules the Night, Septembre 1993 : contient Batman: Shadow of the Bat no 16-18
- Batman: Knightfall, Part Three: KnightsEnd, Juin 1995 : contient Batman: Shadow of the Bat no 29-30
- Batman: Prodigal, Janvier 1998 : contient Batman: Shadow of the Bat no 32-34
- Batman: Anarky, Février 1999 : contient Batman: Shadow of the Bat no 40-41
- Batman: Contagion, Avril 1996 : contient Batman: Shadow of the Bat no 48-49
- Batman: Legacy, Février 1997 : contient Batman: Shadow of the Bat no 53-54
- Batman: Cataclysm, Juin 1999 : contient Batman: Shadow of the Bat no 73-74
- Batman: Road to No Man's Land Vol. 1, Octobre 2015 : contient Batman: Shadow of the Bat no 75-79
- Batman: Road to No Man's Land Vol. 2, Mai 2016 : contient Batman: Shadow of the Bat no 80-82
- Batman: No Man's Land : contient Batman: Shadow of the Bat no 83-94

### Éditions françaises
- Batman: Knightfall 2 - Le Défi : contient Batman: Shadow of the Bat no 16-18, DC Classiques, Urban Comics, Novembre 2012,
- Batman: Knightfall 3 - La Croisade : contient Batman: Shadow of the Bat no 19-23, DC Classiques, Urban Comics, Février 2013,
- Batman: Knightfall 4 - La Quête : contient Batman: Shadow of the Bat no 24-27, DC Classiques, Urban Comics, Septembre 2013,
- Batman: Knightfall 5 - La Fin : contient Batman: Shadow of the Bat no 29-30, DC Classiques, Urban Comics, Janvier 2014,
- Le Fils Prodigue (Batman: Prodigal) : contient Batman: Shadow of the Bat no 32-35, DC Classiques, Urban Comics, Février 2014,
- Cataclysme (Batman: Cataclysm) : contient Batman: Shadow of the Bat no 73-74, DC Classiques, Urban Comics, Mars 2014,
- No Man's Land (Batman: No Man's Land) : contient Batman: Shadow of the Bat no 83-94, Urban Comics, Avril 2014-Octobre 2015 (6 Tomes)